# Юліан Опільський
Юліян Опільський (іноді Юліан Опільський, справжнє ім'я — Юрій Львович Рудницький; 8 жовтня/ 8 грудня 1884, Тернопіль — 9 лютого 1937, Львів) — український письменник — історичний романіст. Брат відомого вченого Степана Рудницького, швагро правника Станіслава Дністрянського.

## Життєпис
Майбутній письменник народився в Тернополі 1884 року. Енциклопедії подають як дату його народження 8 грудня, але насправді він народився 8 жовтня. Родина Рудницьких була багатодітною. 1896 року від туберкульозу померла мати Емілія, а два роки по тому після інсульту  — батько, Лев Денисович Рудницький, який викладав географію та історію в Першій тернопільській державній гімназії та мешкав неподалік від навчального закладу в ошатному будинку, що зберігся й досі (вулиця Камінна, 2).
1891 року сім'я переїхала до Львова, де батько продовжував учителювати, а син навчався спершу в польськомовній, потім, з 2-го класу, — в українській Академічній гімназії. Серед його вчителів були Іван Верхратський, І. Левицький, Іван Копач, Петро Огоновський. Вчився добре: з географії, історії рідного краю, всесвітньої історії виявив успіхи «відзначаючі», з латини, рідної і німецької мов, історії природи — «дуже добрі», лише з математики, грецької і польської мов — «добрі».
1898 року в родині осиротіло четверо дітей: старшому з синів, Левкові, на той час було 23 роки, згодом він стане відомим юристом. Степанові —22, він був студентом Львівського університету, згодом професор, академік ВУАН  — фундатор української географії. Сестрі Софії — 14, після навчання у Львівській консерваторії та Віденській музичній академії вона вийде заміж за професора Станіслава Дністрянського, здобуде славу відомої піаністки-педегога і музичного критика. Молодшому Юркові на той час було 13. Допомагала здібному учневі шкільна рада, опікувалася ним старша сестра. Гімназію закінчив 1902 року.
Чотири семестри студіював філософію, німецьку і класичну філологію у Львівському університеті, де слухав лекції Олександра Колесси і Кирила Студинського. Завершив студії у Ґраці (Австрія), де в 1907 році здобув вищу освіту.
У студентські роки Рудницький подорожував по Італії, Греції, Єгипту. Музеї, історичні місця неодмінно привертали його увагу; збирав картосхеми міст, робив записи. Живі враження накладалися на багаті знання — все знадобилося згодом, коли писав історичну прозу, а поки що віршував українською та німецькою. Володіючи німецькою, італійською та слов'янськими мовами, знаючи латинську і старогрецьку, Рудницький вільно читав твори зарубіжних авторів, робив переклади з англійської мови.
Після закінчення університету 1907 року повернувся до рідної гімназії, в якій викладав німецьку мову й історію.
Під час Першої світової війни перебував на селі в Карпатах, активно працюючи як письменник та педагог.
Від 1917 року працював референтом шкільної крайової ради, редагував шкільні підручники, очолював педагогічний журнал «Українська школа».
Помер письменник 9 лютого 1937 року у Львові, де й похований на Личаківському цвинтарі, поле № 69.

## Творчість
Юліан Опільський  — перший український письменник Тернопільщини, автор історичних романів, повістей, оповідань про Стародавній Вавилон, Єгипет, Грецію, Рим, Київську Русь, а також творів, що розповідають про події на землях України до 1812 року.
1916 — львівська «Просвіта» випустила його «Підручник до науки німецької мови». 1918 — вийшла в світ повість «Іду на вас. Історичне оповідання з часів Святослава (960—972)», під якою стояло невідомий доти псевдонім — Юліан Опільський.
17 вересня 1919 року — завершив роман «Опирі» («Упирі»). Це найбільший твір Юліана Опільського, за всіма прикметами — історичний роман, перша частина якого «В царстві золотої свободи» побачила світ 1920 року (жанрова характеристика — «Історична повість із початку XVII ст.», посвята — Марії Степанівні, «найдорожчій дружині, одинокій помічниці»). Друга і третя частина («Чорним шляхом», «Іванко»), хоч оголошувалися 1928 року готовими до друку, не були опубліковані за життя автора. Роман змальовував татаро-турецькі напади на українські землі, злигодні «ясиру», викривав польських шляхтичів як ненависних і підступних упирів. Образи здирщика і запроданця Бялоскурського, його розбещеної дружин Беати, зманіженої дочки Лінешки, перевертня міщанина Івашка були втіленням тих соціальних сил, які плюндрували край, висмоктували разом з татарами із трудового люду останні соки, а гонорова шляхта хотіла з цього мати власний зиск. Письменник у цьому романі, доволі традиційному для української літератури, виявив добре знання історії, вміння вибудовувати гострий, майже пригодницький сюжет, вдавався до відкрито публіцистичних оцінок, узагальнень.
Найбільш соціально значущим і художньо досконалим твором у художній спадщині Юліана Опільського є повість «Сумерк» (видрукувано 1922 року), яка через антишляхетський та антикатолицький пафос була негайно занесена в т. зв. «індекс», тобто заборонено. Лише 1970 року в Москві повість «Сумерк» була видана у перекладі російською. Можна провести паралель і стверджувати, що повісті «Сумерк» та «Упирі»  — твори, в яких письменник вів полеміку з Г.Сенкевичем і його романом «Вогнем і мечем».
1920-ті роки  — час остаточного самовизначення письменника, період найінтенсивнішої праці. Опільський став прозаїком, вірним історичній тематиці, одним з активних будівників моста між дожовтневою і новою літературою, що продовжувала класику на українських землях, розділених і після Жовтневої революції між різними державами.
Під тиском обставин, що склалися в Західній Україні за часів Польщі, Ю. Опільський залишає «делікатний» з огляду польсько-українських взаємин період вітчизняної історії (XIV—XVII століття) і звертається до часів Київської Русі, до матеріалів життя скіфів, персів, арабів, варягів, ромеїв, готів, германців. Друге видання повісті «Іду на вас» (1928) містило оголошення про такі твори письменника з визначенням їх жанрової форми й історичного підґрунтя: «Танечниця з Пібасту» («нарис з староєгипецького побуту», 1921), «Гарміоне» («нарис із життя Чорномор'я під кінець V століття до Христа», 1921); «Сумерк» («повість із XV століття», 1922); «Вовкулака» («оповідання з XI століття», 1922); «Поцілунок Іштари» («нарис зі старовавилонського побуту», 1923); «Школяр з Мемфісу» («нарис зі староєгипецького побуту», 1927); «Тінь велетня» («оповідання із року 1812», 1927). Тут же йшлося про підготовані до друку повісті й оповідання: «Хрести й ідоли», «Дух степу» і «Посів Перуна». Збереглася титульна сторінка рукопису повісті «Хрести й ідоли», позначена 1921 роком. Очевидно це була перша назва твору, відомого тепер під назвою «Ідоли падуть».
Юліан Опільський допускав «вільне» поводження з історичними фактами, але при умові — «якщо стиль задержаний добре». Письменник радив «свідомо» остерігатися ілюстрування історії, «напихання» твору «збираниною» психологічних чи ультракривавих страхіть — історію треба пережити, щоб допомогти читачеві зрозуміти минулі й сучасні події.
Серед жанрів історичної прози Юліана Опільського виділяємо дві тематичні групи.
До першої відносимо ті з них, в основу яких покладено реальні факти з історії України. Написані у різні роки, вони становлять змістово-стильову єдність і творять панораму життя на українських землях протягом століть: піднесення Київської Русі за князювання Святослава і Володимира («Іду на вас», 1918; «Вовкулака», 1922; «Ідоли падуть» та «Діти Одина» були надруковані уже після смерті автора («Ідоли падуть» у 1938 р.; «Діти Одина» у 1985 р.)); боротьба проти польської шляхти і татаро-турецьких нападників у XVIXVII ст. («Упирі», 1920: друга і третя частини роману — «Чорним шляхом» та «Івашко» — видрукувані у журналі «Тернопіль» аж у 1991—1994 рр.), проти польської та литовської шляхти у XIVXV століттях («Сумерк», 1922), іноземних феодалів та римсько-католицької експансії за часів Данила Галицького («Золотий лев», 1926); становище українців у 1812 р. («Тінь велитня»[1], 1927).
До другої тематичної групи відносимо повісті з давньої історії народів, які жили на території України («Гарміоне», 1921; «Під орлами Роми», 1929), з історії Єгипту часів фараона Рамзеса II («Танечниця з Пібасту», 1921), давнього Вавилону («Поцілунок Іштари», 1923) та Греції («Аллах», 1931—1932).
У родинному архіві Ю.Опільського у Львові збереглися два рукописні томи його поезій та прозових творів, об'єднаних спільною назвою «Житіє».
Перший том (обсяг 768 сторінок) містить вірші, новели, культурно-історичні студії з деякими географічними і порівняльно-філологічними замітками, прозові твори з авторським жанровим визначенням «студії психологічні».
Другий — автобіографічні романи, оповідання і щоденник («Записки»). Одна зі збірок названа «За зорями» і має розділи: «Доня», «Ольга», «Галя», «Маруся», «Ірена». Це переважно інтимна лірика та різножанрові проби пера, що з'явилися в період 1902—1911 рр. Прискіпливо-іронічний погляд молодого тоді ще Рудницького на свої твори не дозволив їх опублікувати.
Твори Ю. Опільського видавалися переважно накладом Видавничої спілки, виходили в друкарні Наукового Товариства імені Т.Шевченка або Ставропігійного інституту.
1932 — в журналі «Нові шляхи» опубліковано повість «Аллах». Повість «Діти Одіна» (літо 1932) з'явилися друком аж 1985 року (журнал «Жовтень»).
Повість «Ідоли падуть» опублікувала видавнича спілка «Діло» вже після смерті автора, який передав їй рукопис 1935 року.
Літературна спадщина письменника представлена також літературно-критичними виступами, головні з яких: «Втеча перед дійсністю», «В путах девотизму», «На стрічу розцвітові», «Вороги правди», «Фрази й сензації», «Сюжети з чужих літератур». Письменник не залишив нам есеїв про свою творчу лабораторію, але названі статті та спогади свояка Михайла Рудницького]] під промовистою назвою «В історичній башті» вияскравлюють «секрети» його творчості та підходи-вимоги до творів історичної прози.

## Вшанування
- 1989 року на будинку у Тернополі, де мешкала родина Рудницьких, встановлено пам'ятну таблицю (скульптор О. Маляр, архітектор С. Дирявко)[2]. Вулиця Юліана Опільського знаходиться в історичній частині міста Тернополя, неподалік центру.[8]
- На пошану Юліана Опільського названо вулиці у Львові (місцевість Новий Світ)[9], Тернополі, Івано-Франківську, Зимній Воді, Володимирі.

## Зі спогадів дочки Юліяна Опільського Ганни Рудницької, дружини відомого піаніста Олега Криштальського
Мій батько Юрій Львович Рудницький (1884—1937) відомий читачам під прибранним ім'ям Юліан Опільський. Псевдонім відображав повагу до рідного краю — Опілля, мальовничої місцевості між річками Золотою Липою і Стрипою. Юліан Опільський — автор історичних романів, повістей, оповідань, які захоплюють своїми сюжетами часи від подій стародавнього Вавилону, Єгипту, Греції, Риму, періоду Київської русі до пізніх часів на наших землях аж по 1812 рік. Це «Поцілунок Іштари», «Школяр з Мемфісу», «Гарміоне», «Під орлами Роми», «Золотий Лев», «Вовкулака», «Упирі», «Тінь велетня», трилогії «Іду на вас», «Ідоли падуть», «Сумерк». Більшість із названих творів у 50-60 роках вдруге вийшли друком у видавництві «Каменяр», а роман «Сумерк» у перекладі російською мовою виданий у Москві 1970 року.
Спогади про батька переносять мене у дитинство та юність. Наче кінокадри, проходять переді мною щасливо прожиті роки з надзвичайно цікавою і працьовитою людиною, глибоким знавцем давньої історії, етнографії, звичаїв багатьох народів. Із запоєм слухала я в дитинстві міфологічні оповідання, грецькі й німецькі, які розповідав батько. Моя мати, Марія Степанівна, що дожила до 1979 року, розповідала мені деякі подробиці про батька, його літературну працю. ЇЇ розповіді також вплітаю у мереживо своїх спогадів.
Неподалік бульвару Тараса Шевченка, 2 у центрі Тернополя стоїть біленький триповерховий будинок, що вабить своєю архітектурою. Тут на другому поверсі у 70-80 роках минулого століття жив учитель географії та історії Лев Денисович Рудницький з дружиною Емілією. У їхній сім'ї народилася четверта дитина — син Юрій. У майбутньому став він першим українським письменником, що народився у Тернополі, — Юліаном Опільським. Зростав хлопчиком кволим, бо ще в дитинстві у нього було виявлено викривлення хребта.
Виховувався Юрій із старшою на два роки сестрою, що стала згодом знана усім як видатна піаністка-педагог і музичний критик — Софія Дністровська. Мабуть, від неї він перейняв тонку любов до музики, яка супроводила його до кінця життя.
Коли Юрієві виповнилося 7 років, родина Рудницьких переселилася у Львів, де батько одержав посаду у 4-й гімназії.
Історичній прозі Юліана Опільського передувала наполеглива і багаторічна праця. Вже з дитинства його батько-історик збуджує у сина інтерес до вивчення важливих подій у долях слов'янських народів. Збережена досі бібліотека батька письменника, де зібрані книги з давньої історії багатьох вітчизняних те зарубіжних авторів, які, безперечно, збагачували знання майбутнього письменника. Далі — гімназія, університет, багаті бібліотеки Львова, Відня, Грацу. Батько вільно читав зарубіжних авторів, бо володів німецькою, італійською, герберською, слов'янськими мовами, знав латинську і старогрецьку, з словником перекладав з англійської.
Під час навчання в Грацу Юліан Опільський жив дуже скромно. На заощаджені кошти під час канікул подорожував по Італії, Греції, побував у Єгипті (Олександрії), плавав по Середземному морі, побував у багатьох прибережних містах.
Літературна діяльність Юліана Опільського припадає на роки його молодості. Перший збережений у сімейному архіві рукопис, датований 1903 роком. Писав прозою і віршами, українською, зрідка німецькою мовами, ще в гімназії. Його поетична лірика — це відбиток особистих почуттів, рефлексій. Притаманні йому чесність, правдивість особливо проявлялася і його роботі над літературними творами. Глибокі знання допомагали відтворити до найменших подробиць особливості побуту, звичаїв, психологію людей описуваної ним епохи. Згадую, як поставав його твір. Насамперед він читав всі доступні літературні та наукові джерела про дану епоху. Прикладом цього може стати він, як казала мати, написала оповідання «Поцілунок Іштари», він довго вивчав клинове письмо. Збираючи матеріали до «Танцівниці з Тібасту», «Школяра з Мемфісу», ретельно вивчав єгипетські ієрогліфи. Історичні події, окремі битви він ретельно перевіряв за допомогою карт, документів. Згодом опрацював план, композицію твору. Після цього наставала пора, коли він, як казала мати, «нудив світом», готувався до писання. Працював вечорами, після закінчення повсякденної роботи. Та найкраще писав влітку, коли вся наша сім'я виїздила на канікули.
Працьовитість батька була надзвичайною, здавалося, що він ніколи не втомлювався. У гімназії його називали Цезарем, бо міг виконувати 2-3 роботи. Приходив з роботи і після короткого перепочинку знову писав або читав. Ця постать батька, схиленого над книгою(біля стола йому було сидіти важко), буде в моєму серці назавжди.